# Catalina, Arizona
Catalina är en ort (CDP) i Pima County, i delstaten Arizona, USA. Enligt United States Census Bureau har orten en folkmängd på 7 569 invånare (2010) och en landarea på 36,5 km².